# Rhabdomastix trichiata
Rhabdomastix trichiata là một loài ruồi trong họ Limoniidae. Chúng phân bố ở miền Australasia.